# Dzjimara
Dzjimara (ossetiska: Джимарайы хох, Dzjimaraj Choch; georgiska: ჯიმარა, Dzjimara) är den näst högsta toppen i Nordossetien, en rysk delrepublik. Berget är 4 780 meter högt och är beläget på gränsen mellan Ryssland och Georgien.
Berget ligger vid Choch-bergskedjan, 9 kilometer väster om Kazbek.